# بريندن أوليفييه
بريندن أوليفييه (بالإنجليزية: Brenden Olivier)‏ هو لاعب اتحاد الرغبي جنوب أفريقي، ولد في 19 مارس 1992 في Kareedouw ‏ في جنوب أفريقيا.